# Джонстон, Баннер
Баннер Кэрразерс Джонстон (англ. Banner Carruthers Johnstone; 11 ноября 1882, Бебингтон, Мерсисайд — 20 июня 1964, Борнмут, Дорсет) — британский гребец, чемпион летних Олимпийских игр 1908 года.
На Играх 1908 года в Лондоне Джонстон входил в первый экипаж восьмёрок Великобритании. Его команда, обыграв Венгрию, Канаду и Бельгию, стала лучшей и выиграла золотые медали.